# Collégiale Saint-Pierre de Mézières
La collégiale Saint-Pierre de Mézières est fondée en 1176 par l'archevêque Guillaume de Champagne.

## Histoire
En 1176, Manassès IV de Rethel remet une chapelle dédiée à saint Pierre qu'il a fait construire à Mézières, à Guillaume de Champagne, archevêque de Reims et s'engage pour le salut de son âme et de celle de ses prédécesseurs à y entretenir treize chanoines. L'archevêque de Reims, confirme cette donation et décide de donner aux chanoines le bénéfice des autels de saint Marcel et de Villers. Le 20 décembre 1187, une bulle du pape Grégoire VII confirme les privilèges de l'église Saint-Pierre de Mézières, les dons faits par l'archevêque de Reims, ainsi que « tout ce que les chanoines ont acquis de Baudoin de Mézières avec l'agrément de son épouse et de ses fils dans la dîme et le four banal de Villers et la dîme de Saint-Marcel ». 
Les comtes de Rethel comme Hugues II sont les bienfaiteurs du chapitre. La chapelle est détruite en 1338 et rétablit en 1354 par le comte de Flandre, de Nevers et de Rethel.
Le 13 février 1790, l'Assemblée constituante prononce l'abolition des vœux monastiques et la suppression des congrégations religieuses.

## Doyens
Le chapitre doit élire le doyen et le présenter ensuite à l'archevêque de Reims.
- Pierre, doyen de Saint-Pierre de Mézières vers 1250.
- Jean de Sury, chanoine dès avant l'année 1391[4] et ensuite, doyen dès l'année 1400[5] de Saint-Pierre de Mézières.
- Je[h]an Cunelli, curé de Villers-devant-le-Thour, chanoine du chapitre de Notre-Dame de Reims, le 29 mars 1486, doyen et chanoine de Saint-Pierre de Mézières et curé de Saint-Etienne de Reims en mars 1492, grand vicaire et secrétaire de Mgr Robert de Lenoncourt, notaire de la curie romaine. Il mourut le 3 juin 1529 et fut inhumé dans la cathédrale de Reims, au pied de la statue de saint-Remi, à l'ébrasement droit du portail de saint-Sixte[6].

- François de Villelongue, prêtre, chanoine et doyen de Saint-Pierre vers 1635.

- Lambert Vuyet ou Wiet, doyen de Saint-Pierre en 1676-77[7].

- Étienne Cagniart, prêtre, prévôt du chapitre de Braux, il devient, en 1677, curé de Charleville ; il garde la cure onze années et démissionne, au mois d'octobre 1688, doyen et chanoine de Saint-Pierre de Méziéres vers 1689-1692.

- Jacques-François-Claude Van Merlen d'Egmont ; nommé chanoine le 21 mai 1740 (?) et doyen le 20 août 1771, assermenté[8].

## Chanoines
À l'origine, 13 prébendes ont été fondées au sein du chapitre. 
Par ordre chronologique des naissances : 
- Achard et son frère Herbert en 1198.
- Laurent de Raillicourt, chanoine du chapitre métropolitain de Reims vers 1395, chanoine de Saint-Pierre vers 1399.
- Hugues le Friques, chanoine de Saint-Pierre vers 1544.
- Jean Noizet, chanoine de Saint-Pierre, procureur de Gilles de Tournes.
- Gilles de Tournes, chanoine de Saint-Pierre vers 1567.
- Noël Gillet (†1580), chanoine vers 1570, auteur de strophes à la louange de mademoiselle de Vaudémont, compose un épithalame pour célébrer les noces d’Henri III et de Louise de Lorraine[9].

- Ponce de Briencourt, études au séminaire à Reims, chanoine de Saint-Pierre, nommé curé et doyen de Charleville, résigna sa cure vers 1618.

- Philippe de Briencourt, également chanoine de Saint-Pierre de Mézières, probablement frère ou neveu du précédent. Dans un acte daté du 6 novembre 1618, il prend les qualités de « curé de Charleville, Montcy-Saint-Pierre, Montcy Notre-Dame et chanoine de Mézières ».

- Pierre Vuatelet, prêtre chanoine de Saint Pierre et greffier du chapitre en 1679.
- Thiery Tisserant, prêtre, chanoine et procureur du chapitre en 1679.
- Regnault Charlier, prêtre, chanoine et procureur du chapitre en 1679.
- François Thiéry, chanoine de Saint-Pierre de Mézières, vers 1686[10].
- Louis-Joseph d'Argy (1703-1792),  ordonné en 1727, vicaire à Villedommange, à Saint-Symphorien, de Reims, chapelain de Saint-Pierre de Mézières, curé de Notre-Dame de Mézières en 1732, charge dont il démissionne à  quatre-vingt-quatre ans. Le 7 janvier 1789, il résignait la chapelle de Saint-Jean Baptiste, en l'église collégiale de Saint-Pierre, dont il était titulaire, en faveur d'un de ses parents, Charles-Louis d'Argy[11].
- Charles-Louis d'Argy.

- Jean Nicard (1712-), chanoine.
- Nicolas Nicard (1716-), chanoine.
- Jean-Charles Lebesgue (1733- ), ordonné en 1762, vicaire de Mézières, curé de Remilly-les-Pothées, chanoine de Mézières en 1772[8].
- Charles Wilmet (1743-ca1800), chantre de Saint-Pierre depuis 1770 environ[12].
- Martin Lefébure, chapelain de Saint-Pierre[13].

- Louis Le Seur(-†1789 ?), prêtre, licencié ès-lois, chanoine de Saint-Pierre, baron de Nanteuil-sur-Aisne, seigneur de Murlin et autres lieux [lire sur Wikisource].

- Nicolas Viot (1720-1794), chanoine en 1750, il fut emprisonné au Mont-Dieu sous la Terreur[8].

- Nicolas-Remi Bourguignon, chanoine en 1754, ordonné en 1756, secrétaire greffier du chapitre de Mézières en 1778, il refuse le serment en 1791 et s'exile[8].

- Jean ou Jean-Nicolas Cloteau, chanoine de Mézières depuis 1756, procureur de la fabrique (ensemble des biens matériels d'une église) du chapitre en 1778. En juin 1794, il était détenu comme suspect à Saint-Pierre de Mézières ; sur l'ordre du comité de surveillance, il est conduit au Mont-Dieu avec d'autres détenus. il serait mort peu après son arrivée au Mont-Dieu le 28 août 1794[14], assermenté[8].

- Roch-Henri Coche (1739-1817 ), prêtre en 1764, chanoine de Mézières depuis le 27 juin 1756. Il avait prêté le serment de 1791[8].
- Nicolas Gillet (1739- ?), chanoine à vingt ans[8].
- Nicolas-Louis Godelle[8].

- Jean Lebas, docteur en théologie dès 1741, ancien théologal du Chapitre de Rozoy, principal du collège de Charleville le 30 avril 1762, chanoine de Mézières le 1er août 1771[8].

- Jean-François Mouret (ca.1740- ), ordonné le 24 mai 1766, gradué en théologie, chanoine en 1778[8].

- Jean-Louis Aubert (1741-1812), ordonné en 1765, gradué en théologie, cinq jours après le décès de Jean Nicard, il obtint sa prébende. A la Révolution, il refusa le serment et émigra à Maestricht[8].

- Moret, chanoine de Saint-Pierre, prit part en 1789 aux assemblées du bailliage de Vitry-le-François.
- Froment[Lequel ?], chanoine de Saint-Pierre, prit part en 1789 aux assemblées du bailliage de Vitry-le-François[15].
- Jean-Baptiste Froment, ordonné à Soissons en 1782, docteur en théologie (1784), chanoine de Mézières, le 12 février 1784, il dut mourir pendant la Révolution[14].
- Médard-Thierri Froment (1765-1821), son frère, ordonné en décembre 1789,  nommé la même année chanoine de Mézières. Il refusa le serment et émigra à Maestricht. En mai 1802, rentré à Coulommes, il y fait acte de soumission aux lois et le serment concordataire[8].

- M. Gérard, chapelain de Saint-Pierre.

## Droit de Patronage
4 paroisses, selon Demouy.
- Église Saint-Martin de Remilly-les-Pothées. En 1177, Guillaume de Champagne, archevêque de Reims, en fit don à la collégiale Saint-Pierre de Mézières.
- Saint-Remi-Sainte-Gertrude des Mazures. En 1190, l'autel Sainte-Gertrude est donné par Guillaume de Champagne au chapitre de Mézières[17] et le pouillé du XIVe siècle indique que l'autel Saint-Remi dépend de ce chapitre.
- Saint-Lambert de Sécheval. L'autel a été donné en 1190 par Guillaume de Champagne.
- Église Saint-Pierre de Villers-Semeuse
- Église Saint-Martin de Poix-Terron[18],[19].

## Patrimoine foncier
Un acte du mois de décembre 1216, transcrit au cartulaire de la collégiale de Saint-Pierre de Mézières, indique « Félicité, de l'assentiment de Hugues, son mari et de Hugues, son fils aîné, fait don à la dite maison d'un cens de 13 sols et 6 deniers ».
Le domaine seigneuriale de la basse Clefay à Champigneul-sur-Vence appartenait pour partie au chapitre de Saint-Pierre.
En 1260, Gaucher de Rethel approuve la vente du quart des terrages (droit seigneurial) de Jandun faite par son frère Gui de Launoy, chevalier, à l'église Saint Pierre de Mézières.
Le chapitre de Saint-Pierre de Mézières possédait une censé et métairie acquise au XVIe siècle de Jean de Wignacourt, et la pêche « de toute ancienneté en la rivière d'Aisne dit à Waron ». Le tout fut baillé, le 19 février 1585, pour neuf ans à partir des versaines de 1587 à Jehan et Willemet Millet, précédents fermiers, à raison de 20 écus par an, plus sept écus pour les vins. Le 27 décembre 1682 Jean Alart reçut la censé pour pareille durée, à 155 livres par an. Le fermage monta à 182 livres en 1694, et tomba à 150 livres en 1743. La contenance de cette censé nous est inconnue. Les dîmes ecclésiastiques furent abolies par le décret du 11 août 1789. Les biens ecclésiastiques avaient été mis à la disposition de la Nation, le 2 novembre 1789. La ferme de Saint-Pierre de Mézières fut adjugée 10 300 livres le 17 février, à Guillaume Poterlot, de Wasigny.